# بازماندگان (فیلم ۱۹۸۳)
بازماندگان (به انگلیسی: The Survivors) یک فیلم کمدی آمریکایی است که در سال ۱۹۸۳ تولید شده است. از بازیگران این فیلم می توان به رابین ویلیامز اشاره نمود.